# Algés
Algés korábban önálló település volt Portugáliában, Lisszabon kerületben, az Tajo folyó partján, Oeiras mellett fekszik. A település része a Nagy-Lisszabon Területnek. A település területe 1,98 négyzetkilométer. Algés lakossága 22 273 fő volt a 2013-as adatok alapján. A településen a népsűrűség 11 000 fő/ négyzetkilométer. Algés 1991. augusztus 16-án emelkedett városi rangra és a községet 1993. június 11-én hozták létre, a szomszédos Carnaxide községtől való elcsatolással. 2013-ban összeolvadt Algés, Linda-a-Velha e Cruz Quebrada-Dafundo város néven a környező területekkel.

## Klubcsapatok
- União Desportiva e Recreativa de Algés (UDRA)
- Sport Algés e Dafundo

## Galéria

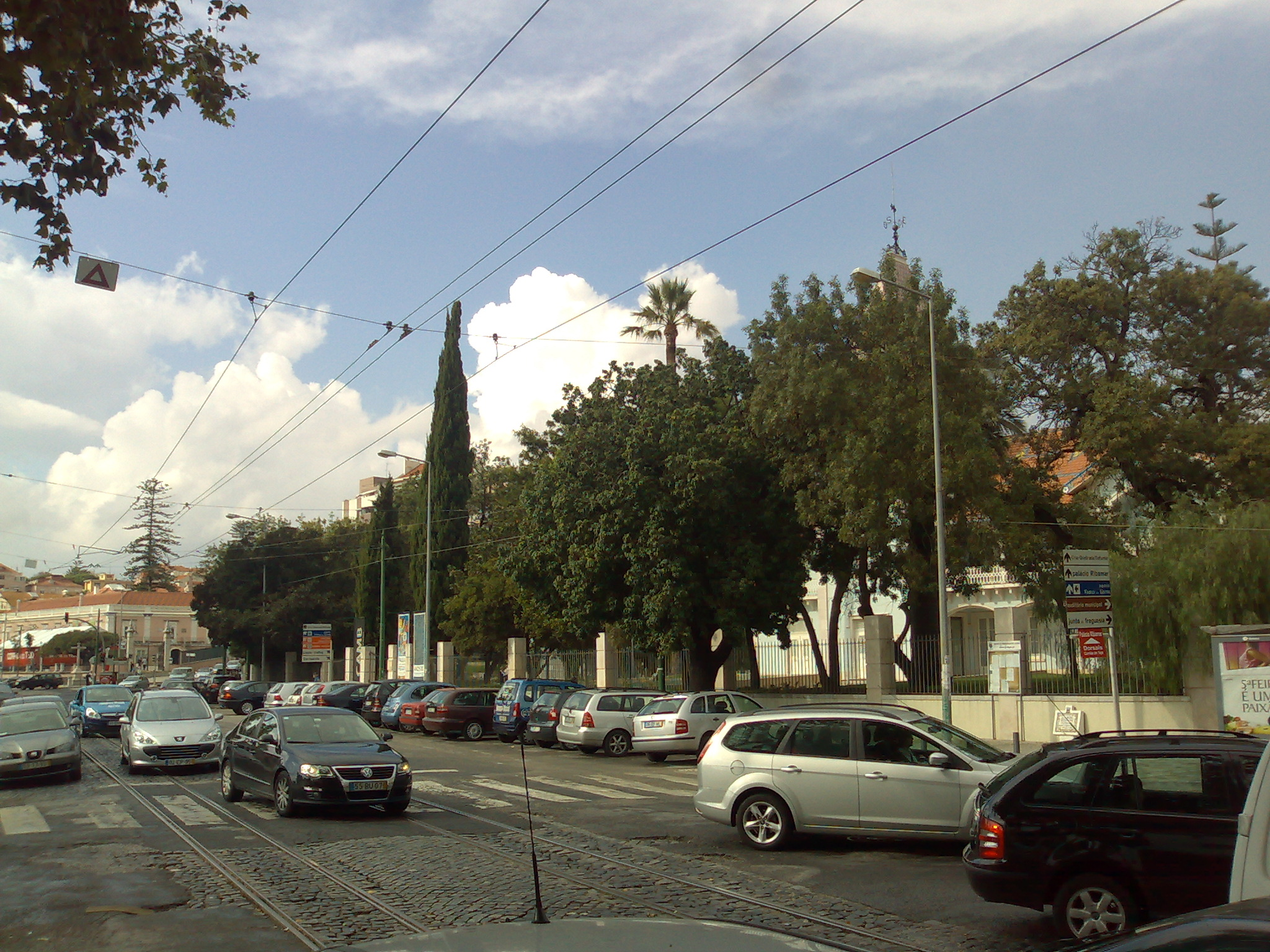
Algés
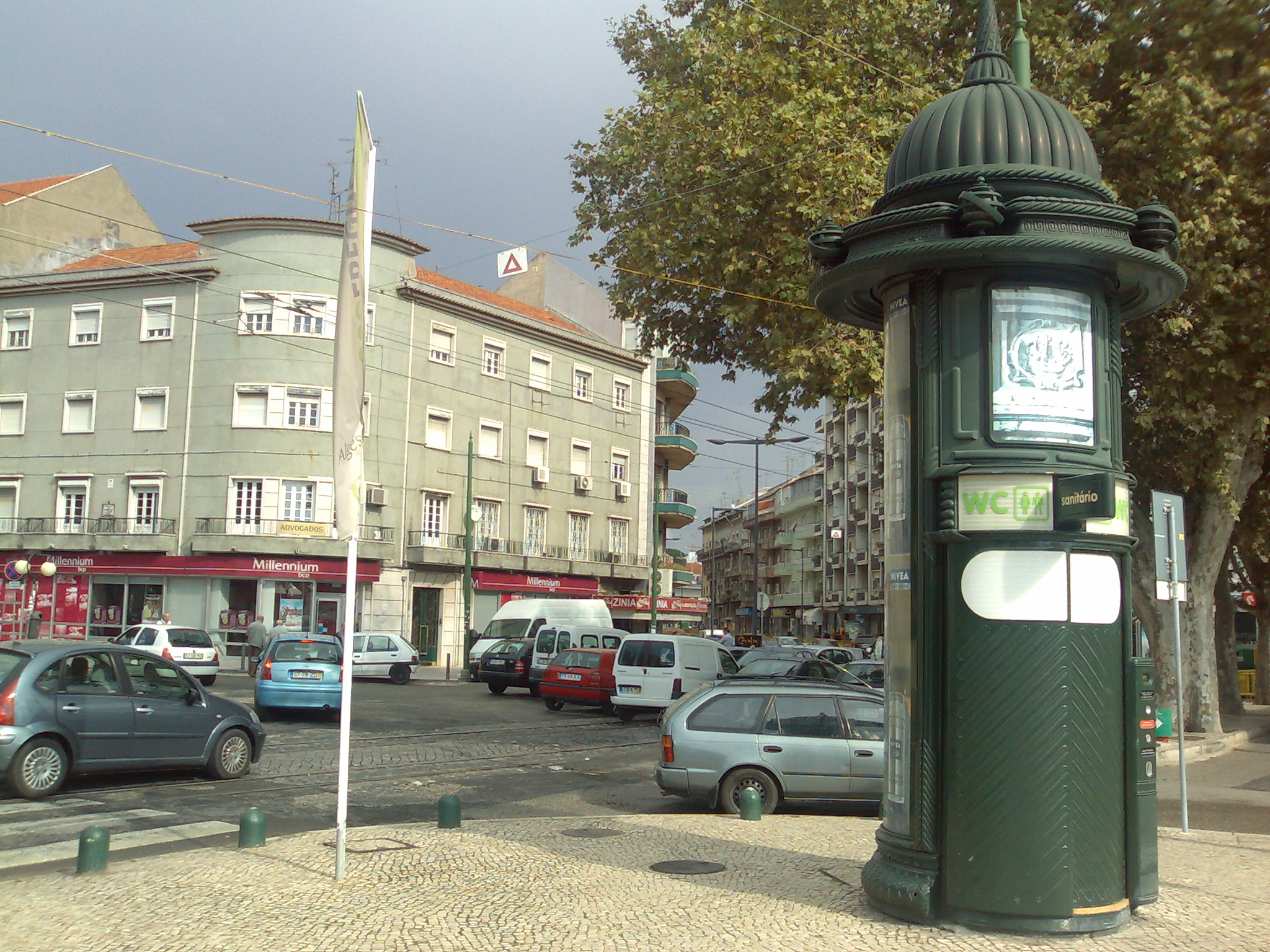
Üzletsor
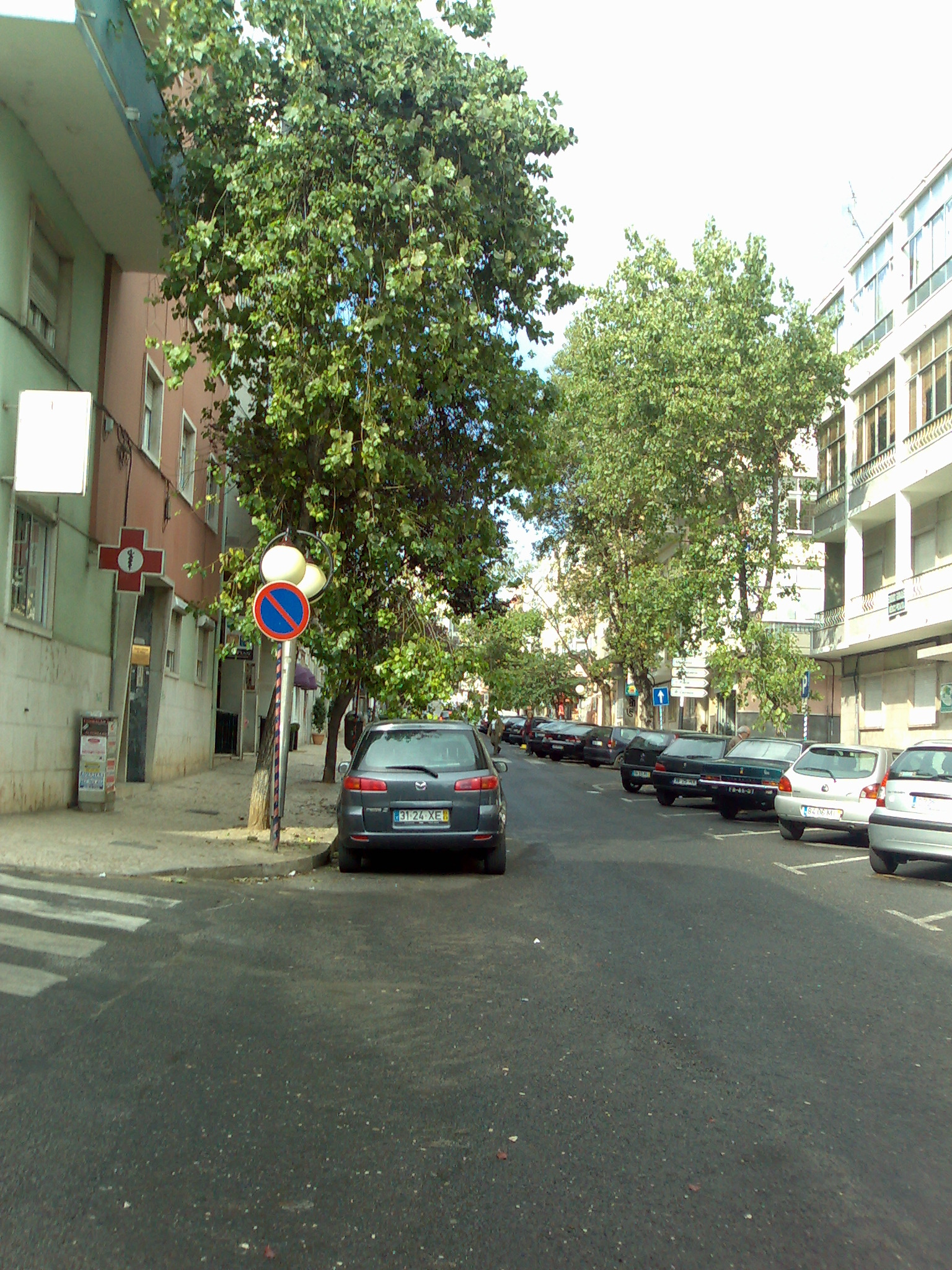
Lakóövezet
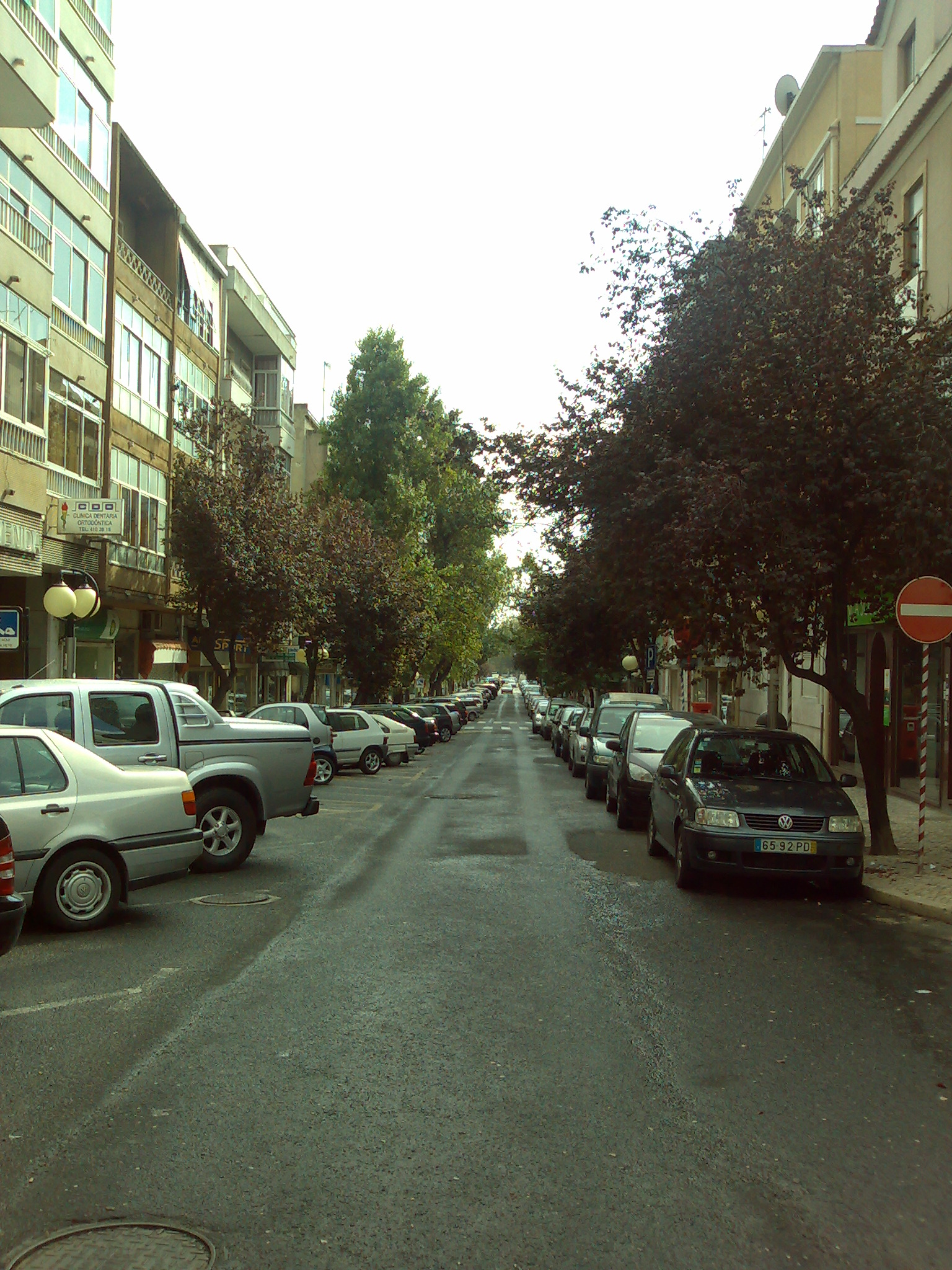
Casario
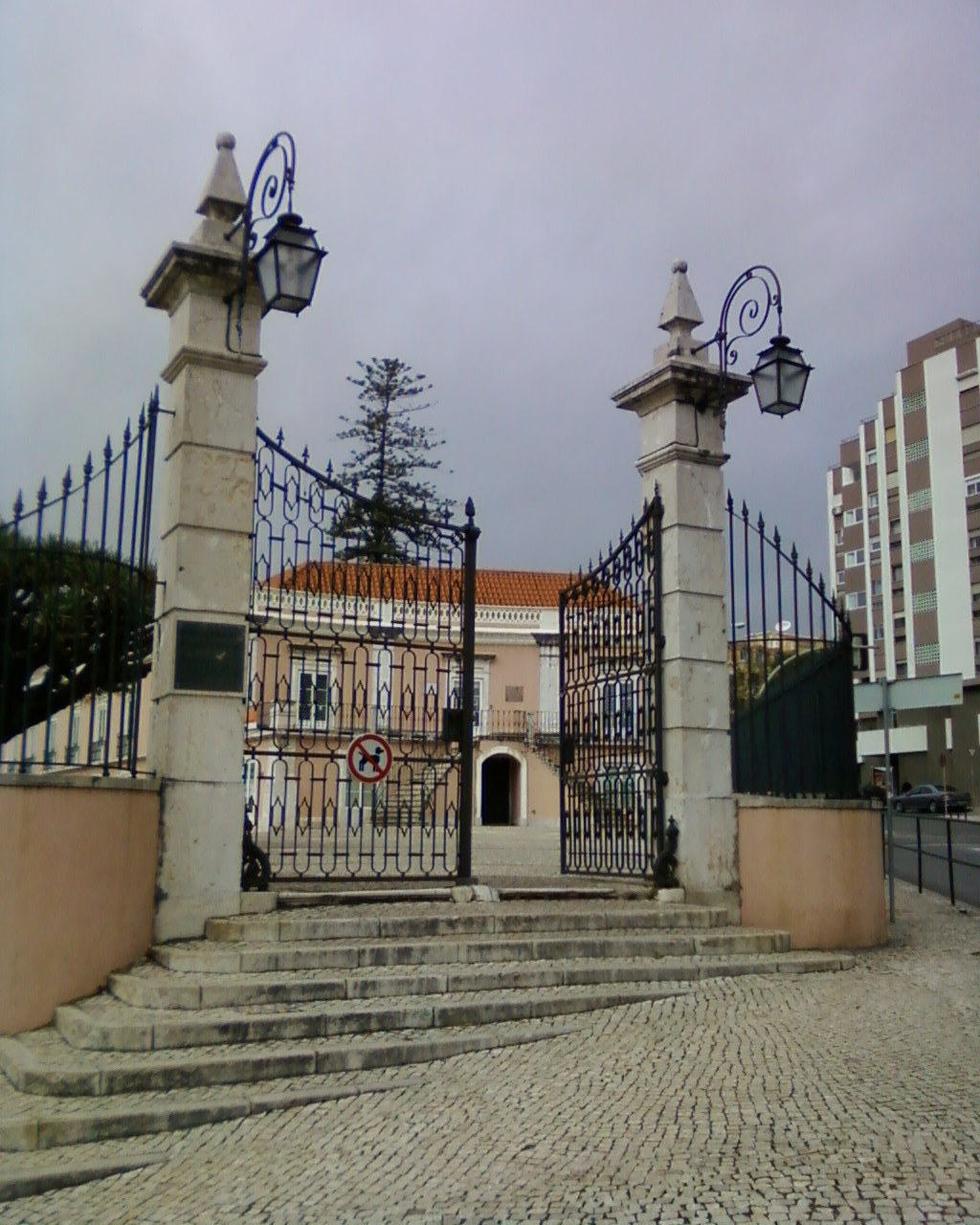
Palácio Ribamar
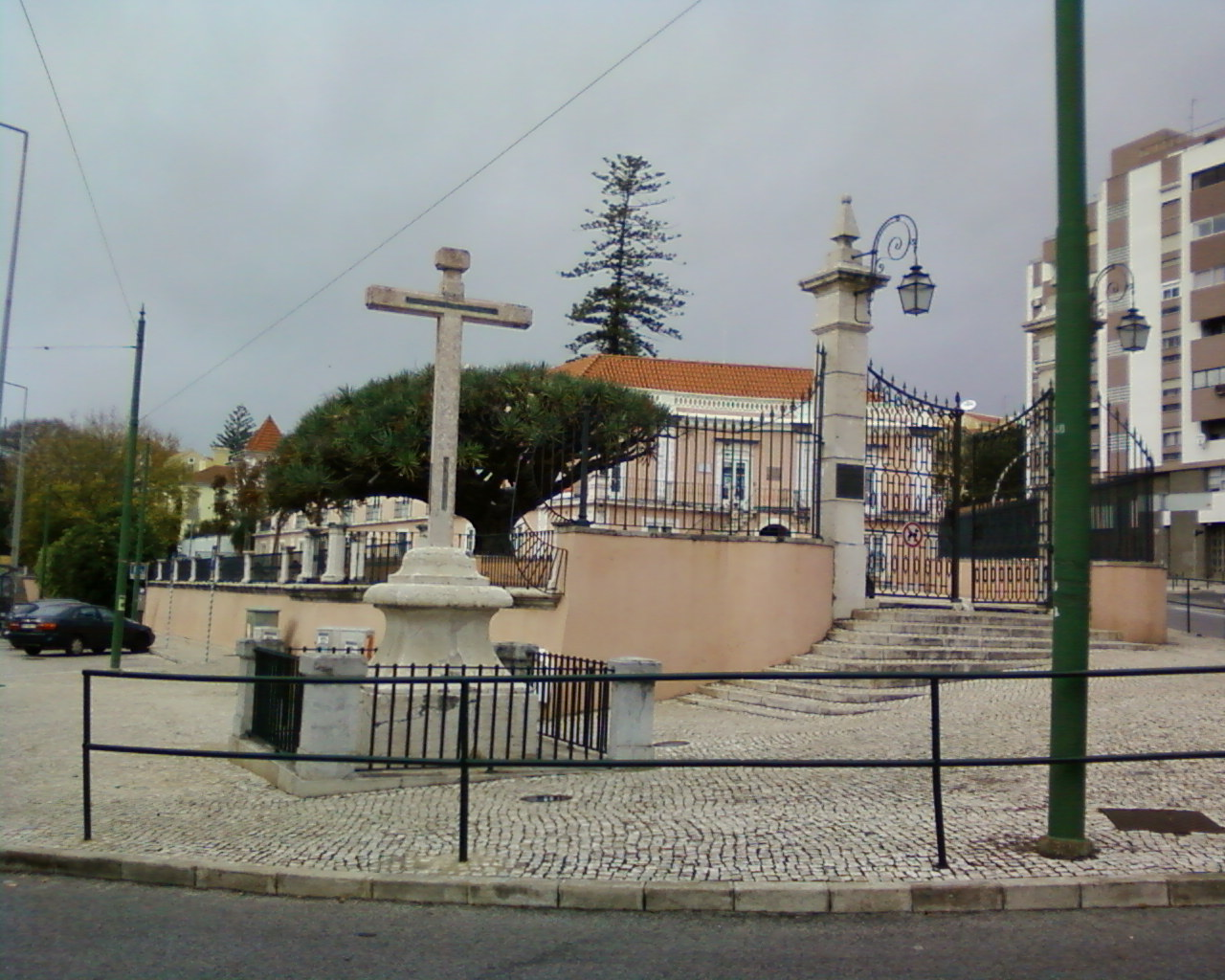
Cruzeiro de Algés

## Fordítás
Ez a szócikk részben vagy egészben  az   Algés (Oireas) című angol Wikipédia-szócikk ezen változatának fordításán alapul.  Az eredeti cikk szerkesztőit annak laptörténete sorolja fel. Ez a jelzés csupán a megfogalmazás eredetét és a szerzői jogokat jelzi, nem szolgál a cikkben szereplő információk forrásmegjelöléseként.